# 포드 퓨전 (아메리카)
포드 퓨전(Ford Fusion)은 미국의 자동차 회사인 포드가 만드는 전륜구동 방식의 중형 승용차이다.

## 1세대

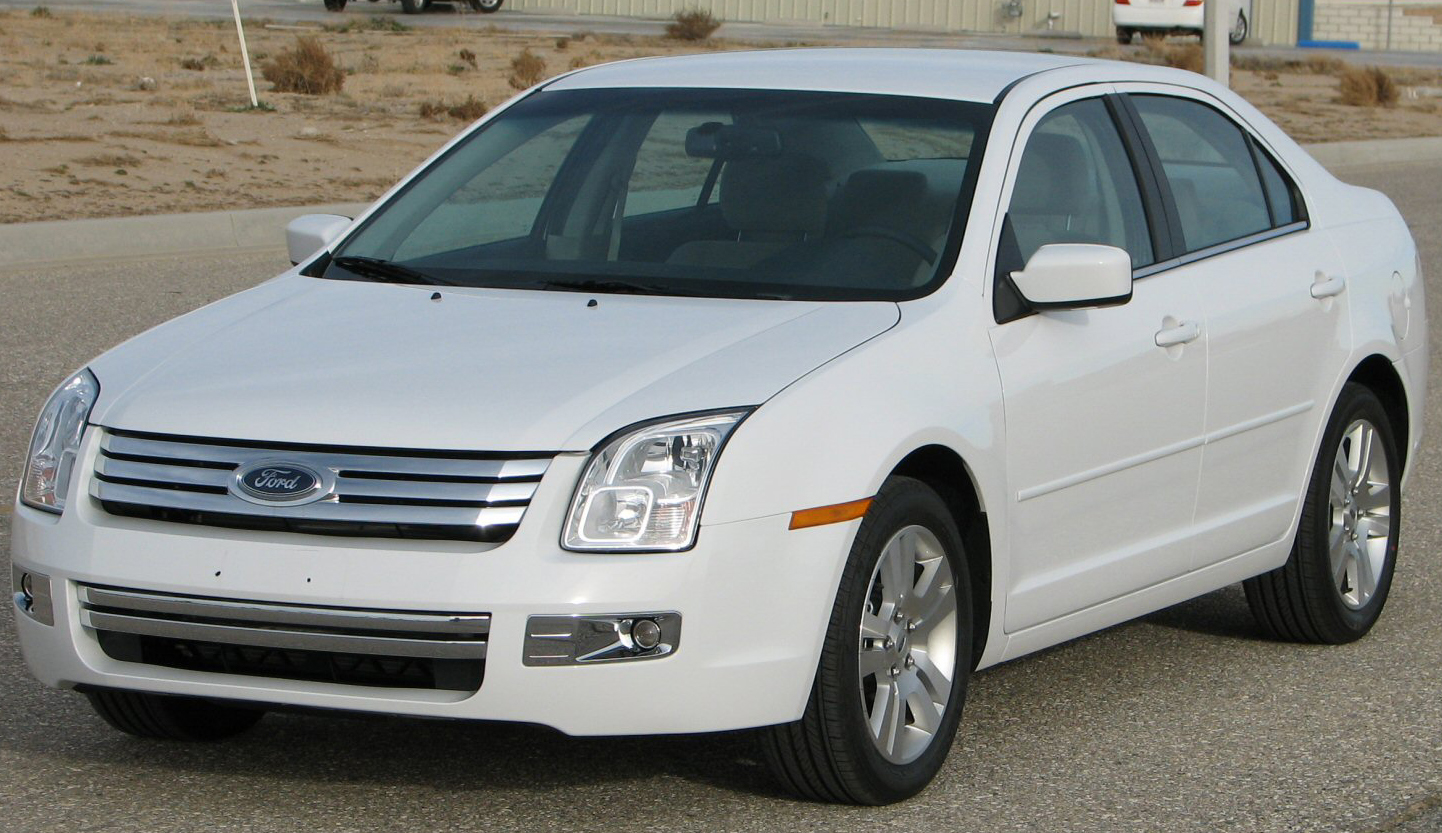
포드 퓨전(전기형) 정측면

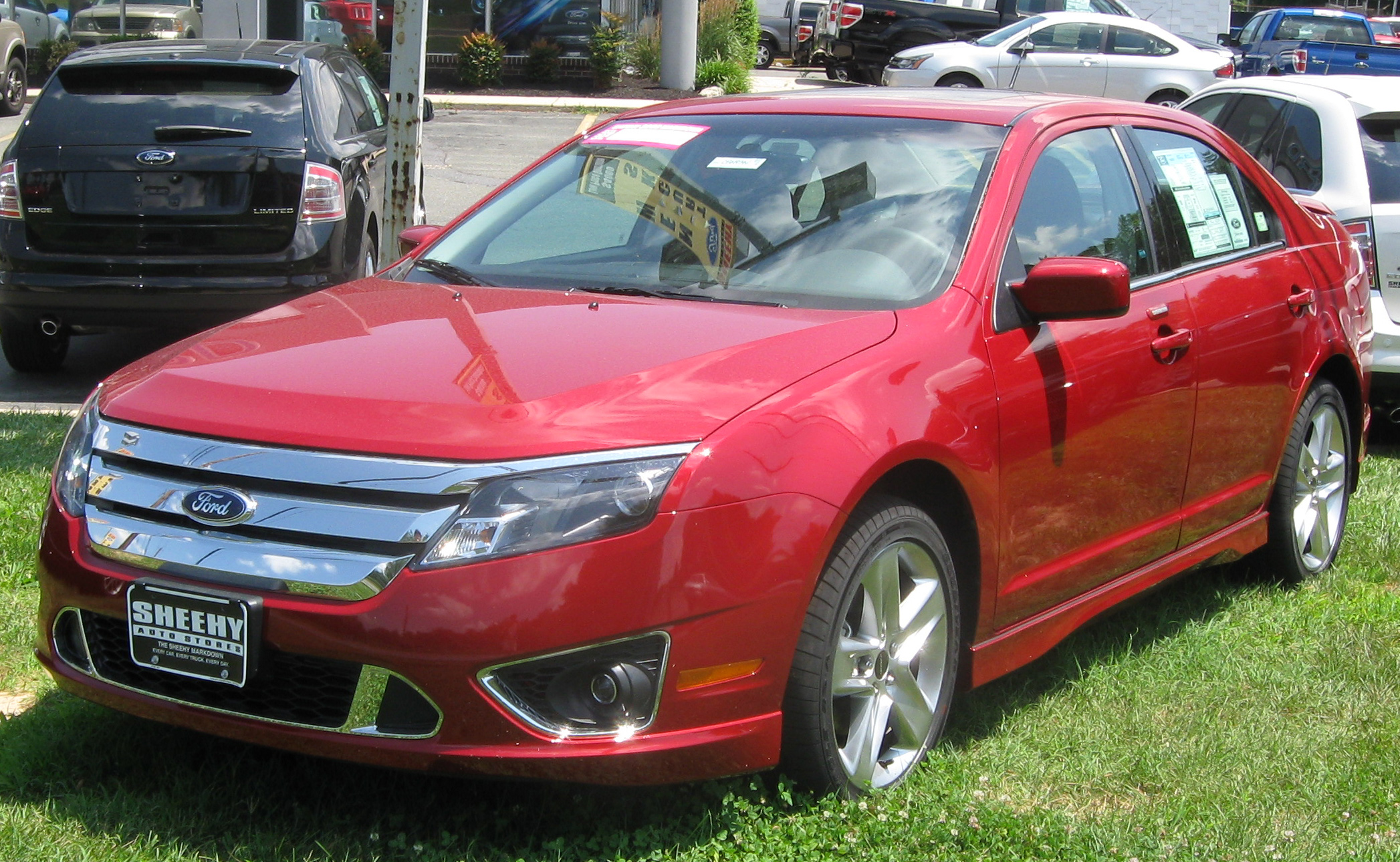
포드 퓨전(후기형) 정측면

4세대 토러스의 후속 차종으로 선보였다. 직렬 4기통 2.3ℓ 엔진(5단 수동변속기나 5단 자동변속기)과 V형 6기통 3.0ℓ 엔진(6단 자동변속기)이 장착됐다. 당시 new face of Ford로 불리는 3개의 수평형 라인이 들어간 디자인의 라디에이터 그릴이 포드 차종 중 처음 적용됐다. 2009년에 페이스 리프트를 거쳐 직렬 4기통 2.3ℓ 엔진을 대체하는 직렬 4기통 2.5ℓ 엔진(6단 수동변속기나 6단 자동변속기)과 V형 6기통 3.5ℓ 엔진(6단 자동변속기)이 신규 적용됐고, 하이브리드 사양도 추가됐다. 대한민국에서는 2011년 5월에 후기형이 정식 수입됐지만, 큰 인기를 얻지 못했다. 형제 차종으로 머큐리 밀란이 있었다.

## 2세대

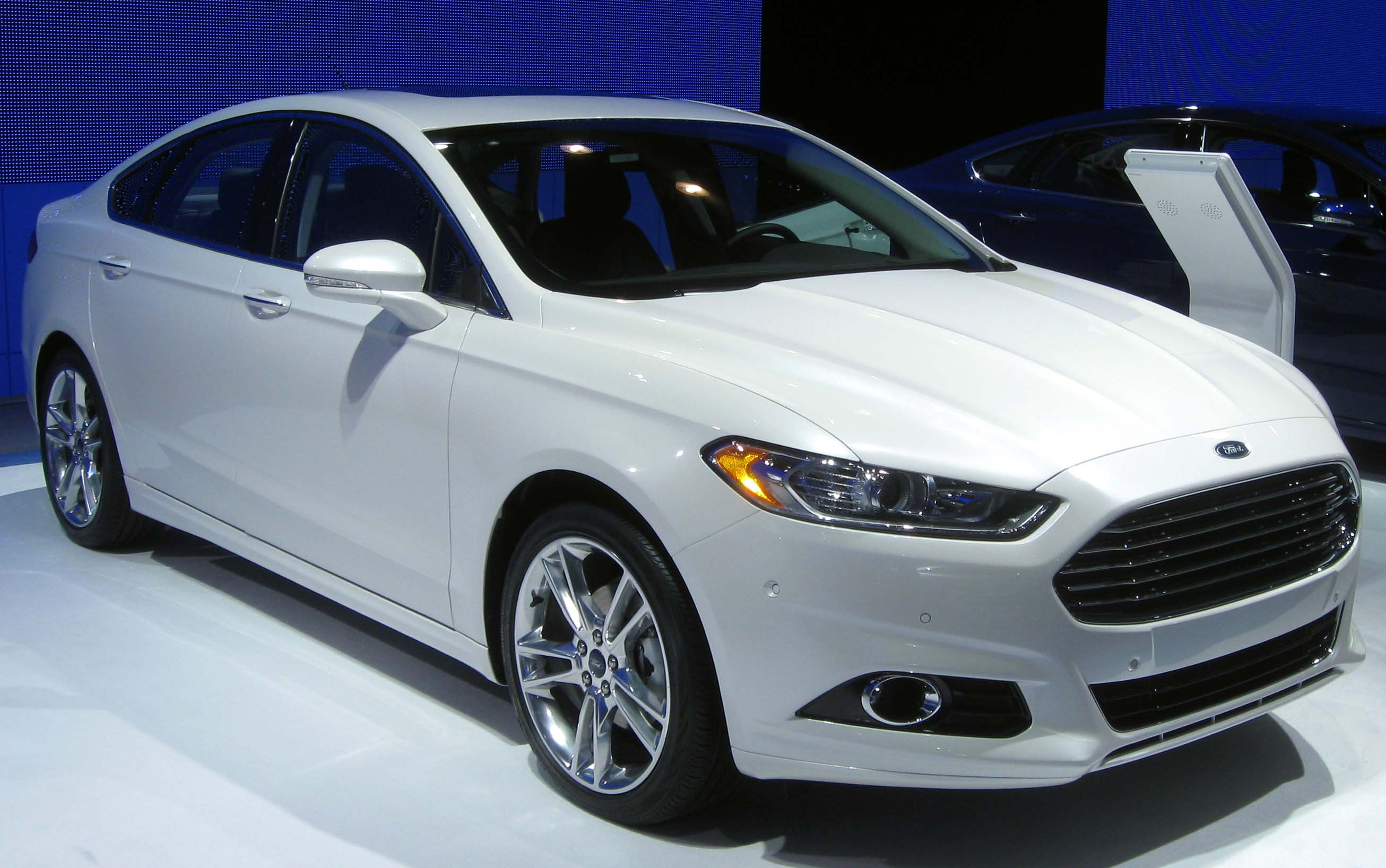
포드 퓨전(전기형) 정측면

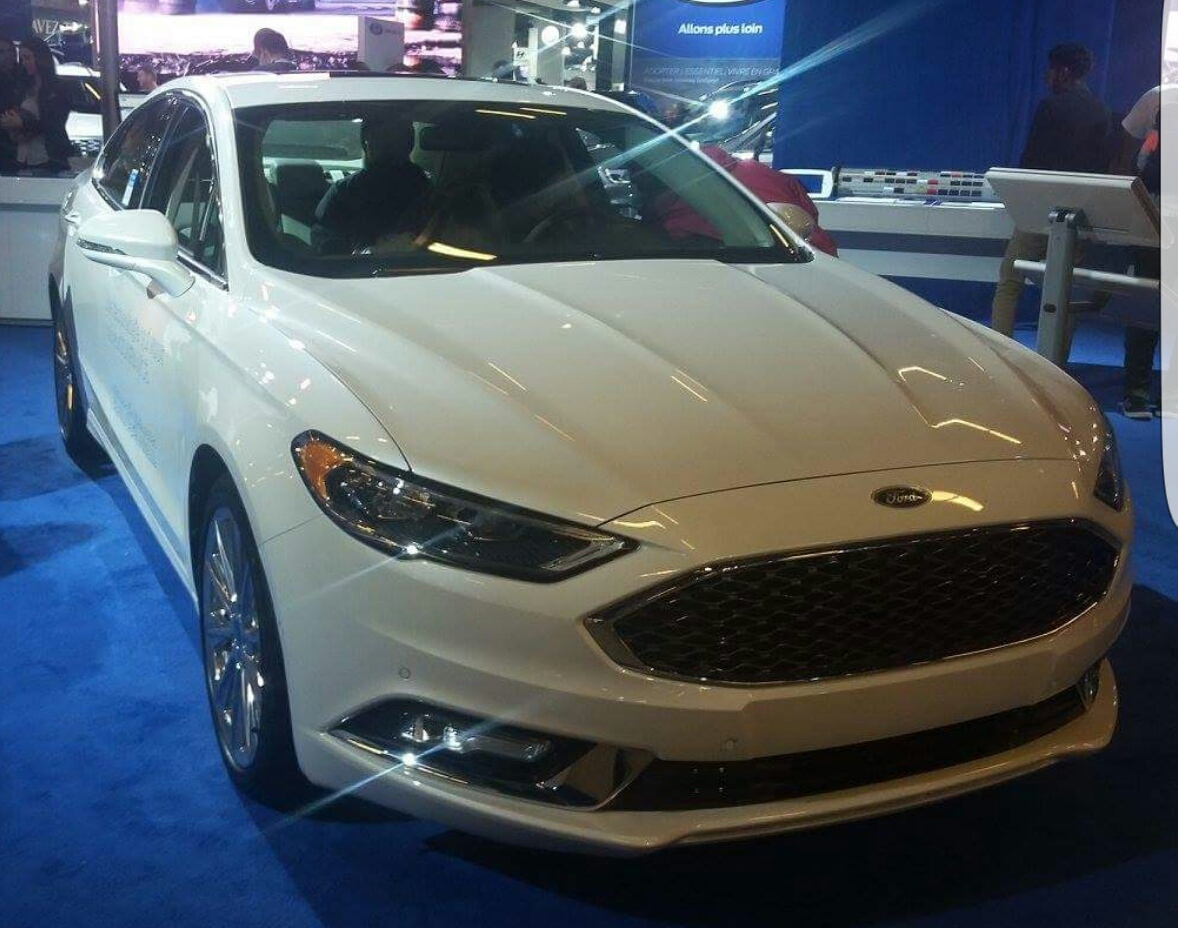
포드 퓨전(후기형) 정측면

포드의 원 포드 전략에 의해 몬데오(5세대)와 동일한 차종으로 개발되었다. 애스턴 마틴과 비슷한 모양의 라디에이터 그릴이 특징이다. 대한민국에서는 2012년 12월부터 정식 수입되었으며, 이미 기존에 출시했던 몬데오는 풀 모델 체인지 과정에서 퓨전에 통합되어 자연스럽게 대체되었다. 대한민국에서는 2015년 3월에 수입 판매를 중단하였으며, 대체 차종으로 5세대 몬데오가 판매되기 시작하였다, 액티브 파크 어시스트, 차선 이탈 방지 시스템, 어댑티브 크루즈 컨트롤 등 첨단 편의 사양이 적용됐고, 포드의 다운사이징 정책에 따라 직렬 4기통 1.6ℓ 에코부스트 터보 엔진(6단 수동변속기나 6단 자동변속기)과 직렬 4기통 2.0ℓ 에코부스트 터보 엔진(6단 자동변속기)이 적용되었다. 하이브리드 사양은 2013년에 출시되었다.